# Spillemændene (2011-2014)
Spillemændene var en dansk drømmepopgruppe fra København, der var aktive i årene 2011 til 2014. 
Gruppen bestod primært af konservatorie-uddannede musikere, og musikken indeholder derfor mange elementer af jazz og folk. Det tekstmæssige univers er et skævt poetisk et af slagsen.
Hovedkræfterne i sangskrivningen var Thorbjørn Radisch Bredkjær og baryton-operasangeren Nicolai Elsberg. 
Gruppen har spillet på Spot Festival og i 2012 på Roskilde Festival.
Gruppen udgav i september 2013 albummet "Nationalsange", der modtog gode anmeldelser. I 2015 - omkring et år efter udgivelsen af deres seneste udspil, offentliggjorde de på deres blog deres intention om, at bandets aktiviteter sattes i bero på ubestemt tid.

## Gruppemedlemmer
- Nicolai Elsberg, vokal
- Thorbjørn Radisch Bredkjær, synthesizer og guitar
- Simon Brinck, guitar
- Anja Lahrmann, vokal, kor med mere
- David Blomqvist, bas
- Anders Bach Pedersen, trommer[4]

## Diskografi
- Spillemandsbogen (EP, 2012)
- Nationalsange (2013)
- Mellemspil (EP, 2014)